# Geranium wakkerstroomianum
Geranium wakkerstroomianum är en näveväxtart som beskrevs av Reinhard Gustav Paul Knuth. Geranium wakkerstroomianum ingår i släktet nävor, och familjen näveväxter. Inga underarter finns listade i Catalogue of Life.